# Temps mêlés
Temps mêlés est une revue littéraire belge d'avant-garde, fondée à Verviers en 1952 par Jane Graverol et André Blavier. Elle fait partie de la mouvance des revues post-surréalistes de l'après-guerre 1940-1945, comme Les Lèvres nues, le Daily-Bul, Phantômas.
Fortement marquée par l'esprit pataphysique, elle se transforma en Documents Queneau à partir de son numéro 149-150 en 1977.
Le numéro 6 est aussi le premier numéro de la revue Phantômas.